# Uperoleia rugosa
Uperoleia rugosa es una especie de anfibio anuro de la familia Myobatrachidae. Es endémica del este de Australia. Se puede encontrar en diversos hábitats: bosques secos esclerófilos y pastizales. Se puede encontrar en zonas pastoreadas y taladas. Se refugia bajo tierra. Se reproduce en primavera.